# 大纒千代吉
大纒 千代吉（おおまとい ちよきち、1863年（文久3年） - 1934年（昭和9年）10月14日）は、現在の千葉県船橋市馬込町出身で出来山部屋に所属した大相撲力士。本名は鈴木 千代吉→松枝 忠三。最高位は前頭筆頭。8代出来山。

## 来歴
先代大纒の出来山部屋に入門し、1885年5月場所で序ノ口に就く。四股名は初めは「當り島」を名乗り、後に師匠の四股名の「大纒」を名乗った。1889年1月に十両に上がり、1891年5月に新入幕を果たした。1894年1月、西前頭4枚目で大関小錦（のち横綱）に勝ち、6勝2敗1分の成績を収めた。攻めや守りに技を使いこなす取り口を見せた。最高位の前頭筆頭まで進んだ1899年1月に「出来山」と改名した。1903年5月場所限りで引退、年寄出来山専任となった。1917年に角界を去り、その後は学生相撲の師範役を務めた。